# Seyidqışlaq
Seyidqışlaq è un comune dell'Azerbaigian situato nel distretto di Qəbələ. Conta una popolazione di 488 abitanti.